# Asprotera squamifera
Asprotera squamifera is een keversoort uit de familie somberkevers (Zopheridae). De wetenschappelijke naam van de soort werd in 1902 gepubliceerd door Antoine Henri Grouvelle.